# Макурин, Аркадий Иванович
Аркадий Иванович Макурин (1919, Режевской завод — 1992, Реж) — советский военнослужащий, гвардии старшина медицинской службы в отставке. Полный кавалер ордена Славы.
В Рабоче-крестьянскую Красную Армию призван в октябре 1940 года. На фронтах Великой Отечественной войны с августа 1941 года. Участвовал в боях под Волховом и Ленинградом. Был ранен. После излечения направлен в 6-ю гвардейскую кавалерийскую дивизию, в составе которой освобождал Смоленскую область, Белорусскую ССР, северо-восточные районы Польши, сражался на территории Германии.
Санинструктор 28-го гвардейского кавалерийского полка гвардии старшина медицинской службы А. И. Макурин во время наступательных действий дивизии неоднократно с риском для жизни выносил с поля боя тяжелораненых солдат и офицеров с их личным оружием, оказывал им первую помощь и организовывал их эвакуацию в медицинские подразделения. Благодаря самоотверженной работе санинструктора многие его однополчане смогли вернуться в строй и дожить до победы. За доблесть и мужество, проявленные при исполнении воинского долга, старшина Макурин был награждён орденами Славы трёх степеней. Боевой путь он завершил в мае 1945 года на реке Эльбе близ города Виттенберга.
Демобилизовался в мае 1946 года. Жил и работал в городе Реж Свердловской области. Почётный гражданин города Реж (1985).

## Биография

### До призыва на военную службу
Родился 26 января 1919 года в рабочем посёлке Режевской завод Екатеринбургского уезда Пермской губернии (ныне — город Реж Свердловской области) в семье рабочего. Русский.
В 1933 году окончил 5 классов Режевской средней школы № 5. До призыва на военную службу работал слесарем на Режевском механическом заводе.

### На фронтах Великой Отечественной войны
В ряды Рабоче-крестьянской Красной Армии призван Режевским районным военкоматом Свердловской области в октябре 1940 года. Начало Великой Отечественной войны встретил курсантом Смоленской школы санитарных инструкторов. С августа 1941 года Аркадий Иванович на фронте. Участвовал в боях под Волховом и Ленинградом. Был ранен, лечился в госпитале.
После выздоровления направлен в 6-ю гвардейскую кавалерийскую дивизию. Первоначально определен санинструктором в артиллерийскую батарею 28-го гвардейского кавалерийского полка. В сентябре 1943 года, сражаясь на Западном фронте, он в составе своего подразделения принимал участие в освобождении Смоленской области и восточных районов Белоруссии. Первую свою боевую награду — медаль «За отвагу» — гвардии старшина медицинской службы А. И. Макурин получил за отличие в боях под Витебском. Противник превратил город в неприступную крепость, которую с ходу взять не удалось. В конце декабря 1943 года войска Западного фронта вновь предприняли попытку овладеть Витебском. Перед 6-й гвардейской кавалерийской дивизией П. П. Брикеля была поставлена задача перерезать железную и шоссейную дороги Витебск — Полоцк, по которым немцы осуществляли снабжение витебского гарнизона. В ходе частной операции, начавшейся 26 декабря, 28-й гвардейский кавалерийский полк гвардии майора И. П. Ермолова во взаимодействии с полком 5-й гвардейской кавалерийской дивизии первым выполнил боевое задание и, заняв оборону, в течение 7 суток вёл ожесточённые бои с контратакующим врагом. В сложной боевой обстановке старшина Макурин сумел организовать эвакуацию раненых и при этом лично оказал первую помощь 20 раненым солдатам и офицерам.
5 января 1944 года полк сдал свой участок обороны стрелковым частям и вместе с другими частями дивизии был выведен в тыл. Толкового старшину заметили, и вскоре Аркадий Иванович был переведён в непосредственное подчинение начальника медицинской службы полка. Вновь проявил себя старшина Макурин летом 1944 года в ходе боёв за город Лида Гродненской области Белоруссии.

### Орден Славы III степени
23 июня 1944 года войска четырёх советских фронтов перешли в наступление в рамках стратегического плана «Багратион». Началось освобождение Белорусской ССР. В течение дня части 5-й армии вклинились в оборону противника и завязали бой за райцентр Богушевск. 24 июня этот важный опорный пункт противника был взят штурмом, и в целях развития наметившегося на этом направлении успеха в сражение была введена конно-механизированная группа под командованием генерал-лейтенанта Н. С. Осликовского, в состав которой входила и 6-я гвардейская кавалерийская дивизия. 25 июня 28-й гвардейский кавалерийский полк, действуя в передовом отряде дивизии, сломил сопротивление немцев в районе озера Кичино к северу от Богушевска и устремился в прорыв. На всём протяжении наступления полка от Богушевска до Гродно гвардии старшина медицинской службы А. И. Макурин находился непосредственно в эскадронах полка и во время боёв за населённые пункты Червоный Луг, Буда, Курейша, Алексичи, плацдарм на реке Березине и города Молодечно и Лида под огнём врага выносил раненых кавалеристов с поля боя и организовывал их эвакуацию на полковой медицинский пункт.
Ожесточённый бой разгорелся за небольшую белорусскую деревушку на подступах к Лиде, название которой Аркадий Иванович не запомнил. Немцы оказывали упорное сопротивление, и в эскадроне было много раненых. Санинструктор, оставив свою санитарную повозку и коня по кличке Вороной на окраине деревни, несколько раз ходил в самую гущу боя и оказывал первую помощь раненым бойцам. Тяжелораненых он выносил во двор крайнего дома, туда, где стояла его повозка. Доставив на импровизированный сборный пункт восьмого раненого, он обнаружил, что прямым попаданием вражеского снаряда его конь был убит, а повозка разбита. Пока санинструктор метался по деревне в поисках транспортного средства, эскадрон сломил сопротивление врага и погнал его дальше на запад. Макурин вместе с ранеными остался ночевать в деревне, а утром снова отправился на поиски. Неожиданно деревню с воздуха атаковали немецкие бомбардировщики. Старшина бросился обратно к дому, где остались его подопечные, как вдруг прямо на него из-за угла выскочила испуганная взрывами лошадь, запряжённая в телегу. Не раздумывая, Аркадий Иванович кинулся ей наперерез. Ему удалось ухватиться за оглоблю, а затем дотянуться до узды и остановить животное.
Три дня Макурин догонял свой полк, по дороге ухаживая за своими пациентами и добывая для них пропитание. Для того, чтобы делать перевязки, ему пришлось разорвать на бинты свою нательную рубаху. Все восемь раненых были доставлены на ПМП живыми и переданы под наблюдение полковому врачу. Всего же за период с 23 июня по 15 июля 1944 года гвардии старшина А. И. Макурин под огнём врага вынес с поля боя 26 тяжелораненых солдат и офицеров с их личным оружием и оказал им первую помощь. Приказом от 27 июня 1944 года Аркадий Иванович был награждён орденом Славы 3-й степени.

### Орден Славы II степени
В ходе Белорусской стратегической наступательной операции войска 2-го Белорусского фронта вышли на рубеж реки Нарев и захватили плацдарм в районе Пултуска, с которого 14 января 1945 года вновь перешли в наступление в рамках Млавско-Эльбингской операции. За три дня боёв советские войска взломали оборону противника и в прорыв был введён 3-й гвардейский кавалерийский корпус. Во время наступательных действий гвардии старшина медицинской службы А. И. Макурин, работая командиром поста санитарного транспорта, умело организовывал вывоз раненых с поля боя на ПМП.
Силы корпуса стремительно продвигались вперёд. Уже 19 января 28-й гвардейский кавалерийский полк под командованием гвардии подполковника М. А. Висаитова в составе основных сил 6-й гвардейской кавалерийской дивизии форсировал реку Ожиц и вступил на территорию Германии, а 22 января во взаимодействии с 23-м и 25-м гвардейскими кавалерийскими полками овладел первым на его пути крупным городом Восточной Пруссии — Алленштайном. Следующим должен был стать Вартенбург. 26 января гвардейцы Висаитова получили приказ перерезать железную дорогу в районе одноимённой станции. Искусно маневрируя, полк вышел к железнодорожному полотну, но неожиданно был контратакован превосходящими силами противника со стороны населённого пункта Гранау. Кавалеристы оказались в исключительно тяжёлом положении, практически в окружении. В довершение всего немцы подогнали к месту боя бронепоезд и с закрытых платформ открыли шквальный пулемётный огонь. Полк понёс потери, но больше всего было раненых. Санинструкторы работали с полной отдачей сил. Гвардии старшина Макурин в этот день лично вынес из под огня более 20 солдат и офицеров и доставил их в полковой лазарет, расположившийся в небольшой берёзовой роще в непосредственной близости от места схватки. Перевязочные пакеты быстро закончились, и Аркадий Иванович начал рвать на бинты свой маскхалат. Гвардейцы стойко отражали натиск врага. Около 350 солдат и офицеров противника остались лежать на снегу. Было подбито 4 танка и 1 САУ, уничтожено 9 артиллерийских орудий, 3 миномёта, 11 пулемётов и 9 машин с боеприпасами. Однако силы были слишком не равными, и полк получил приказ прорываться на соединение с 23-м гвардейским кавалерийским полком. Прикрывать отходящие части полка остался только эскадрон Героя Советского Союза гвардии капитана Я. Н. Неумоева. В сложной боевой обстановке в условиях дефицита времени старшина Макурин сумел организовать эвакуацию раненых, вывезя с поля боя всех до единого.
На следующий день, 27 января, части 6-й гвардейской кавалерийской дивизии начали штурм Вартенбурга. Эскадрон капитана Неумоева, выйдя во фланг противнику, стремительной атакой овладел северной частью города. Однако скоро на КП доложили, что Яков Николаевич тяжело ранен, а все санинструкторы в эскадроне вышли из строя. Командир полка вызвал к себе старшину Макурина и попросил его помочь герою-кавалеристу. Раненого капитана Аркадий Иванович нашёл быстро, но вытащить его из-под огня оказалось непросто. Вся прилегающая территория находилась под прицелом у немецких пулемётчиков и снайперов. Ждать наступления темноты санинструктор не мог: тяжелораненый кавалерист истекал кровью, и ему срочно была нужна помощь врача. Осмотрев местность, Аркадий Иванович обнаружил неглубокую канаву. Воспользоваться ей было рискованно, но другого выхода не было. Буквально вжимаясь в землю, он полз по дну канавы, волоча за собой на плащ-палатке раненого капитана. Немцы, по-видимому, заметили движение. Несколько пуль просвистели прямо над головой, но, к счастью, не попали в цель. Аркадий Иванович добрался до кирпичной стены, которая укрыла их от обстрела, и сделал раненому перевязку, а затем эвакуировал его в медсанбат. Жизнь капитана Неумоева была спасена. Позднее Яков Николаевич вернулся в свой полк и командовал эскадроном до конца войны. Со своими бойцами герой-кавалерист первым в полку вышел к Эльбе, где встретился с частями союзников. А гвардии старшина А. И. Макурин, самоотверженно исполнивший свой воинский долг, приказом от 6 марта 1945 года был награждён орденом Славы 2-й степени.

### Орден Славы I степени
В ходе Висло-Одерской операции в начале февраля 1945 года войска 1-го Белорусского фронта вышли к Одеру и захватили несколько плацдармов на западном берегу реки. До Берлина оставалось по прямой не более 80 километров, однако противнику удалось сосредоточить в Померании крупную группировку, которая угрожала правому флангу и тылу фронта. Задача по разгрому группы армий «Висла» была поставлена перед войсками Маршала Советского Союза К. К. Рокоссовского. За время Восточно-Померанской операции, при прорыве обороны противника севернее Ратцебура, штурме населённых пунктов Шлохау, Штегерс и Прехлау, гвардии старшина А. И. Макурин спас не одну жизнь своих однополчан. Особенно памятным стал для него бой за Прехлау. 1-й эскадрон полка во время контратаки оказался отрезанным от основных сил. В подразделении было много раненых, которым требовалась помощь. Прежде чем попасть в расположение эскадрона, Аркадию Ивановичу пришлось под шквалом пулемётного и автоматного огня пересечь центральную площадь населённого пункта. Добравшись до раненых, санинструктор оказал им первую помощь, а затем организовал их эвакуацию в тыл через трубу ливневой канализации.
В ходе Восточно-Померанской операции немецкая группа армий «Висла» была разгромлена, но не ликвидирована полностью, и 20 апреля 1945 года войска 2-го Белорусского фронта продолжили её уничтожение в Передней Померании в рамках Штеттинско-Ростокской операции, составной части Берлинской операции. 27 апреля в бой была введена 6-я гвардейская кавалерийская дивизия, в головном отряде которой действовал 28-й гвардейский кавалерийский полк. Прорвав оборону противника в районе населённого пункта Алимбсмюле (Ahlimbsmühle), гвардейцы Висаитова с тяжёлыми боями продвинулись на запад и взяли мощный опорный пункт противника Хаммельшпринг (Hammelspring), чем содействовали мотострелковым частям фронта в овладении городом Темплин. Дальнейший боевой путь полка лежал к городу Райнсберг. Противник, используя лесисто-болотистую местность и узкие дефиле межозёрья, выстроил на этом направлении мощную оборону, состоявшую из окопов полного профиля, противотанковых рвов, надолбов и лесных завалов, а сам Райнсберг хорошо подготовил к круговой обороне. Особенно тяжёлый бой развернулся в районе населённого пункта Вустров (Wustrow), где полк понёс значительные потери. Но кавалеристам удалось сломить сопротивление врага, после чего они смелой и дерзкой атакой взяли Райнсберг, открыв частям дивизии дорогу к Эльбе. В период наступательных действий полка гвардии старшина А. И. Макурин всегда находился в самой гуще боя, оказывая помощь раненым бойцам и организуя их эвакуацию с поля боя. За это время он лично вынес из под огня 41 сержанта и красноармейца и 4 офицеров с их личным оружием. В ходе одного из боестолкновений Аркадий Иванович был контужен, но остался в строю и продолжал исполнять свои обязанности.
После взятия Райнсберга 28-й гвардейский кавалерийский полк, преследуя отступающего на запад противника, прошёл 70 километров и к исходу 2 мая вышел к реке Эльбе в районе города Виттенберга, где встретился с союзными англо-американскими войсками. В последние дни войны произошёл ещё один памятный для Аркадия Ивановича бой, в котором он проявил себя в качестве опытного боевого командира. Возвращаясь из медсанбата, куда он доставил очередную группу раненых, санинструктор догнал по дороге тыловой обоз, вместе с которым решил продолжить дальнейший путь. Дорога шла через лес, а в 150 метрах от неё по другой дороге параллельным курсом двигалась большая группа немецких солдат, стремившихся уйти за Эльбу. Через несколько километров дороги соединялись в одну, и в этом месте противники встретились лицом к лицу. Макурин, приняв командование тыловиками на себя, сумел быстро и грамотно расставить своих немногочисленных бойцов. Под градом пуль и гранат деморализованные немецкие солдаты стали сдаваться.
Через несколько дней командир полка гвардии подполковник М. А. Висаитов представил санинструктора А. И. Макурина к ордену Славы 1-й степени. Высокая награда старшине была присвоена указом Президиума Верховного Совета СССР от 29 июня 1945 года.

### После войны
После окончания Великой Отечественной войны гвардии старшина медицинской службы А. И. Макурин оставался на военной службе до мая 1946 года. После демобилизации вернулся в Реж. Работал сначала слесарем на механическом заводе, а в 1959 году перешёл на Режевской никелевый завод, где трудился до выхода на пенсию слесарем по ремонту металлургического оборудования в плавильном цехе, затем бригадиром слесарей-ремонтников. Был ударником коммунистического труда.
В 1980-е годы много времени уделял военно-патриотической работе, выступал перед школьниками, студентами, молодёжными коллективами. 21 июня 1985 года за особые заслуги в развитии города решением 2-й сессии 19-го созыва городского Совета народных депутатов ему было присвоено звание «Почётный гражданин города Реж».
Умер 15 ноября (по другим данным — 12 ноября) 1992 года. Похоронен в Реже на кладбище Орловая гора.

## Награды и звания
- Орден Отечественной войны 1-й степени (06.04.1985)[27];
- орден Славы 1-й степени (29.06.1945)[24];
- орден Славы 2-й степени (06.03.1945)[12];
- орден Славы 3-й степени (27.07.1944)[11];
- медали, в том числе:
  - медаль «За отвагу» (10.01.1944)[7];
  - медаль «За победу над Германией в Великой Отечественной войне 1941-1945 гг.» (09.05.1945);
  - медаль «За взятие Кенигсберга» (09.06.1945).
- Почётный гражданин города Реж (21.06.1985)[3].

## Память
- В городе Реж Свердловской области на торце дома по адресу улица Металлургов, 5, где жил А. И. Макурин с 1976 по 1992 год, в честь него установлена мемориальная доска (открыта в 2000 году, автор Е. И. Постоногов)[25][28].

## Документы
- Общедоступный электронный банк документов «Подвиг Народа в Великой Отечественной войне 1941—1945 гг.» Дата обращения: 13 марта 2012. Архивировано 13 марта 2012 года.

Орден Отечественной войны 1-й степени.
Представление к ордену Славы 1-й степени.
Указ Президиума Верховного Совета СССР от 29 июня 1945 года.
Орден Славы 2-й степени.
Орден Славы 3-й степени.
Медаль «За отвагу».